# Dumbrăveni
Dumbrăveni je rumunské město v župě Sibiu. V roce 2011 zde žilo 7 388 obyvatel.
Administrativní součástí města jsou i vesnice Ernea a Șaroș.